# Gradišče pri Vipavi
Gradišče pri Vipavi (Duits: Premerstein) is een plaats in Slovenië en maakt deel uit van de gemeente Vipava in de NUTS-3-regio Goriška. De plaats telde 240 inwoners op 1 januari 2020.

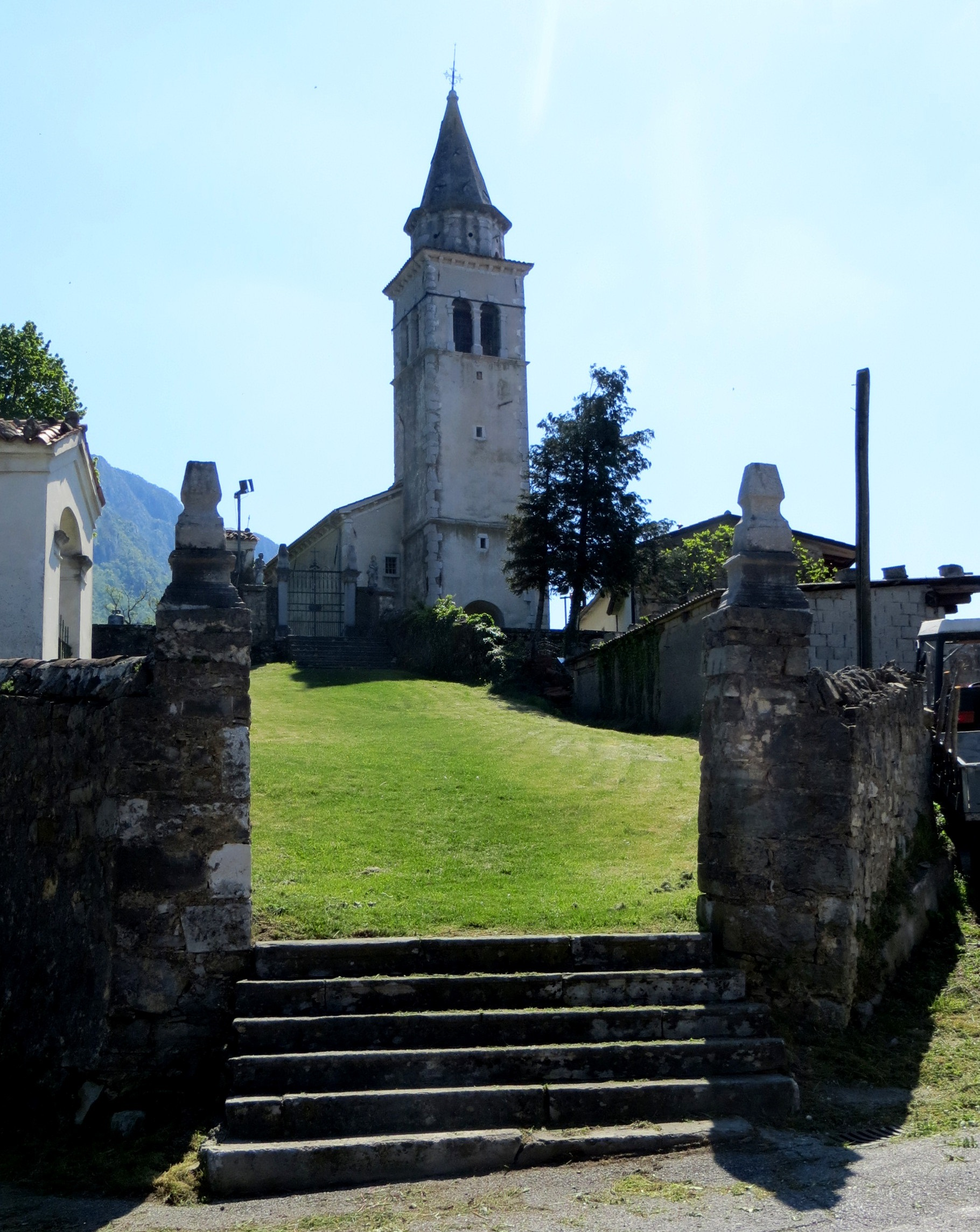
Heilig Kruiskerk